# Семёно-Красиловский сельсовет
Семёно-Красиловский сельсовет — сельское поселение в Кытмановском районе Алтайского края Российской Федерации.
Административный центр — село Семёно-Красилово.

## История
Статус и границы сельского поселения установлены Законом Алтайского края от 2 декабря 2003 года № 64-ЗС «Об установлении границ муниципальных образований и наделении их статусом сельского, городского поселения, городского округа, муниципального района».

## Население
| 1997 | 1998  | 1999  | 2000  | 2001  | 2002  | 2003 | 2004 | 2005 | 2006 | 2007 | 2008 |
| ---- | ----- | ----- | ----- | ----- | ----- | ---- | ---- | ---- | ---- | ---- | ---- |
| 1027 | ↘1021 | ↘1014 | ↘1004 | ↘991  | ↘895  | ↘860 | ↗884 | ↘791 | ↘777 | ↗792 | ↘772 |
| 2009 | 2010  | 2011  | 2012  | 2013  | 2014  | 2015 | 2016 | 2017 | 2018 | 2019 | 2020 |
| ↘735 | ↘690  | ↘689  | ↗1081 | ↘1041 | ↘1024 | ↘994 | ↘970 | ↘940 | ↘913 | ↘899 | ↘864 |
| 2021 |       |       |       |       |       |      |      |      |      |      |      |
| ↘825 |       |       |       |       |       |      |      |      |      |      |      |

По результатам Всероссийской переписи населения 2010 года, численность населения муниципального образования составила 690 человек, в том числе 323 мужчины и 367 женщин.

## Состав сельского поселения
| № | Населённый пункт | Тип населённого пункта       | Население |
| - | ---------------- | ---------------------------- | --------- |
| 1 | Каменка          | село                         | ↗177      |
| 2 | Новохмелёвка     | село                         | ↘100      |
| 3 | Отрадное         | село                         | ↘215      |
| 4 | Семёно-Красилово | село, административный центр | ↘493      |
| 5 | Усково           | село                         | →56       |